# 7580 Schwabhausen
7580 Schwabhausen (1990 TM7) là một tiểu hành tinh vành đai chính được phát hiện ngày 13 tháng 10 năm 1990 bởi F. Borngen ở Tautenburg.